# Dava Foods

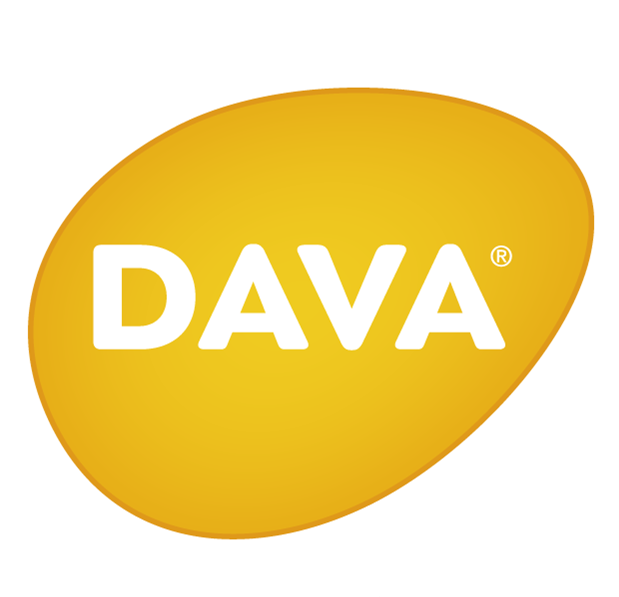
DAVA Foods officiella logotyp.

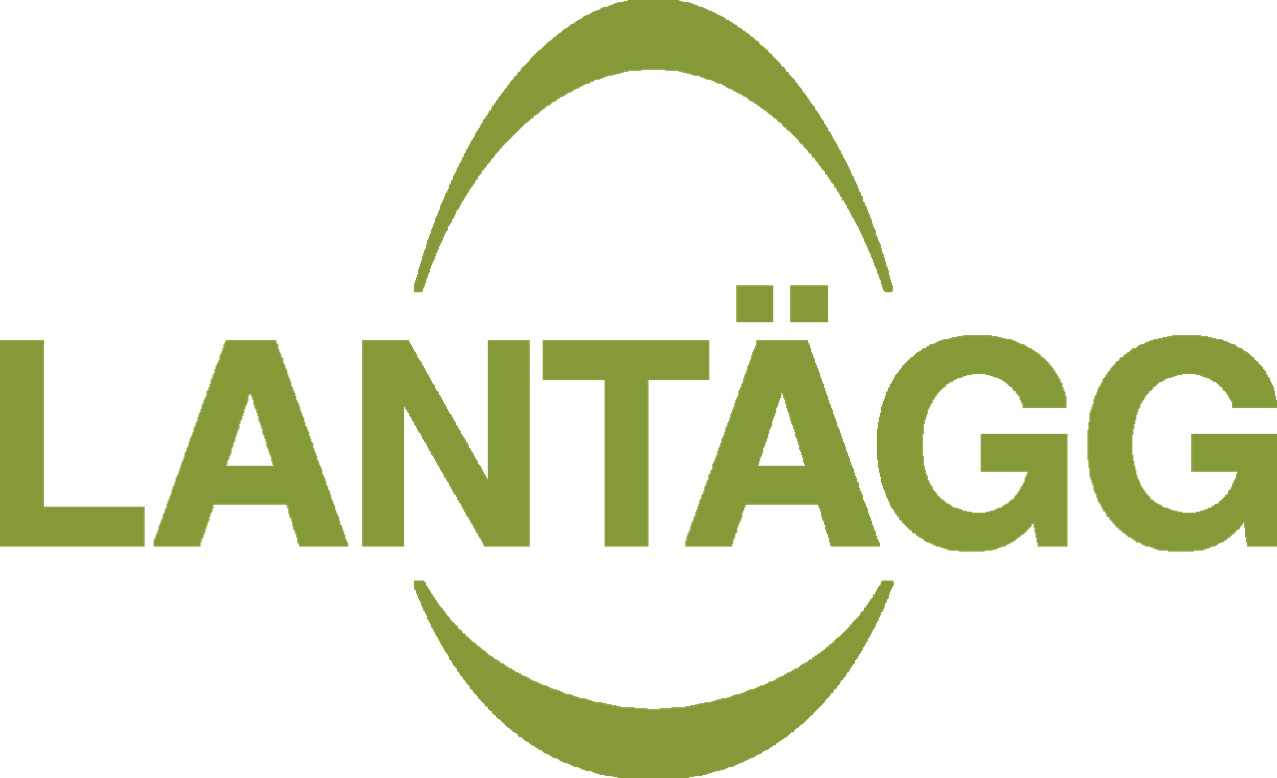
DAVA Foods Sverige logo (2019-2021)

Dava Foods A/S, av företaget skrivet DAVA Foods A/S, är en dansk-svenskt distributions- och förpackningsföretag. Dava Foods förpackar och distribuerar ägg. Dessutom produceras pastöriserade och tillagade äggprodukter. Hedegaard Foods har sitt säte i Hadsund och säljer sina produkter på den europeiska marknaden. I Danmark har verksamheten enligt företagets egen uppgift en marknadsandel på 45–50  procent och är därmed marknadsledande. På Färöarna har Hedegaard Foods en marknadsandel på 75–80  procent. Därutöver exporterar man till Grönland, Finland, Norge, Tjeckien och Nederländerna.
Koncernen omsätter cirka 1,3 miljarder danska kronor årligen och har 300 anställda.
Dava Foods ägdes tidigare av det då börsnoterade Hedegaard A/S, men ägs i dag av Dan Agro Holding A/S, som är en del av DLA Group.
År 2011 förvärvade Dava Foods A/S 70 procent av aktierna i Sveriges största äggförpackningsindustri, Svenska Lantägg AB.
Sedan januari 2020 marknadsför och säljer Dava Foods de ägg som produceras och förpackas av CA Cedergren.